# Districtul Hassi R'Mel
Hassi R'Mel este un district din provincia Laghouat, Algeria.